# Grabdepot
Grabdepot  ist eine in  der Ur- und Frühgeschichtswissenschaft umstrittene Bezeichnung für Gruben mit (Bronze-)Objekten, sofern sie wahrscheinlich zu einem Grab in der Nähe gehören.
Die so genannten Grabdepots wurden nach früher einhelliger Meinung unter die Quellengattung der Gräber eingestuft. Nach neuerer Meinung sind „Grabdepots“ ohne Leichenbrand Depots und solche mit Leichenbrand und Scheiterhaufenrückständen Brandgrubengräber. 